# Discoislandiella
Discoislandiella es un género de foraminífero bentónico considerado un sinónimo posterior de Islandiella de la subfamilia Cassidulininae, de la familia Cassidulinidae, de la superfamilia Cassidulinoidea, del suborden Buliminina y del orden Buliminida. Su especie tipo era Cassidulina smechovi. Su rango cronoestratigráfico abarca el Holoceno.

## Discusión
Clasificaciones previas incluían Discoislandiella en el suborden Rotaliina del orden Rotaliida.

## Clasificación
Discoislandiella incluía a las siguientes especies:
- Discoislandiella miocenica
- Discoislandiella smechovi